# 田中宣宗
田中 宣宗（たなか よしとき、1984年12月13日 - ）は日本のミュージカル俳優である。徳島県那賀郡鷲敷町（現・那賀町）出身。劇団四季所属。

## 来歴
神奈川県横浜市で生まれ、その後徳島県那賀郡鷲敷町（現・那賀町）に引っ越した。鷲敷町立鷲敷中学校、徳島県立富岡東高等学校を経て舞台芸術学院卒業後、2006年に劇団四季研究所へ入所し、ライオン・キングのアンサンブル役で初舞台に出演した。

## 人物
中学時代の同級生には千葉ロッテマリーンズなどで活躍し、現在はロッテの打撃投手を務める中郷大樹がおり、中学時代は共に野球部に所属していた。
四季を目指すきっかけとなったのはキャッツを観劇したことで、2012年5月15日にキヤノンキャッツシアターでマンゴジェリー役でキャッツの初出演を果たしている。

## 主な出演

### 舞台
- ライオン・キング（アンサンブル）
- ウィキッド（2008年アンサンブル8枠）
- エルコスの祈り（2009年ジョージ）
- クレイジー・フォー・ユー （2010年ジミー）
- キャッツ（2012年～マンゴジェリー）
- ジョン万次郎の夢（2013年アンサンブル7枠）
- リトルマーメイド（2013年～ジェットサム）
- アラジン（アンサンブル2枠）(カシーム)
- 嵐の中の子どもたち (ボブ)
- はじまりの樹の神話 (ホタルギツネ)

### ラジオ
- 工藤じゅんきの十人十色（2015年9月17日）